# Rock'air
Créé en 1987, le Rock'Air festival a lieu chaque été dans le parc municipal de Porrentruy dans le canton du Jura. Il se déroule du jeudi au dimanche de la première semaine du mois d'août. L'entrée est libre le jeudi et le dimanche matin. Elle est de 15CHF (10€) le vendredi et le samedi.

## Têtes d'affiche

### Années 1980

#### 1987
- Alo
- Free Stage
- Nuit d’Octobre
- Panam Express
- Enigmatic Légune

#### 1988
- Alo
- Free Stage
- Nuit d’octobre
- Panam Express
- Enigmatic Légune

#### 1989
- Zebola
- New Point
- Runing Out
- Untel Untel
- Ubu et les Huluberlus

### Années 1990

#### 1990
- Always the same
- You’re in it
- Patrick Chambaz
- Patchwork

#### 1991
- I’m Free
- Azikem
- Bang-Kok Paddock
- Johan Asherton
- Mike Rimbaud

#### 1992
- New Point
- The Ventilators
- Unkniwnmix
- Metropolis
- Fou
- Cotton Trio
- Wave Trio
- Grooving Time
- Jade
- King George Band
- Calvin Russell
- Les coquines
- Human Spirit

#### 1993
- Darabuka
- Papa Legba
- Amar Sundy
- Bob Color
- Trio lexlerc Nitard Bouilly
- No Comment
- Kabwa
- Slapstick Comedy
- The Failures
- Zwap
- Les satellites capturent Saï Saï
- Bernard Allison

#### 1994
- Galahad
- P.27
- Beverly Jo Scott
- Dream Tin
- Patent Ochsner
- Sons of the Desert
- Dominic Sonic
- Ashburry Faith

#### 1995
- Este Rio le Sugerimos
- No Sports
- Massilia Sound System
- Ineffect
- Minds of Contradiction
- Peeping Tom
- Outland
- Credit to the Nation
- Perry Rose
- United Biscuits

#### 1996
- Daddy’s
- Sesto Senso
- Fleuve Congo
- Difficult to Cure
- S’Panic Kiff
- Oneyed Jack
- Keziah Jones
- Corduroy
- Slapstick Comedy
- brainwash
- Les Wampas
- Raoul Petite
- Magic Malik

#### 1997
- Seven Moon
- Subway
- Aston Villa
- Ear
- Jah Oleda & N’Koy Band
- Izul
- Nuit d’Octobre
- Diancandor
- Deborah
- Mad in Paris
- Fou

#### 1998
- Kryptonix
- Brent
- Cacao
- Kermess
- Core
- Sam Seale
- Mob’s & Travaux
- Submix
- Ginko
- Double Pact
- Sesto Senso
- Silmarils
- Angel Isa
- Irractics
- Quadraphonia
- Rod & the Shotgun Blues

#### 1999
- Favez
- Ambos Munbos
- Brico Jardin
- Berthelt
- Cantaloop
- E.V.
- Balthazar
- Jazz Orange
- Hyspanic Eyes
- Mong
- Hope in action
- One fore the Road
- Fou
- Half Brothers
- Court Jester’s Crew

### Années 2000

#### 2000
- Jazzorange
- Davaï
- Mob’s et Travaux
- DaYTona
- Erik Truffaz
- Kava Kava
- Berthet
- Lazare
- Local Connexion
- Noise Of Crumbs
- Sinsimeilia
- Maniacs et Sharkiat
- Laugh
- Coctell

#### 2001
- Phenix
- Urbancy
- Small Fry
- Daytona
- Mother Kingdom
- Abdou Day
- Lan
- Brenley Maceachern
- Cranky Jam
- The Noise Of Crumbs
- Hot Gang
- Babylon Circus
- Ouf
- Sarclo
- Michel Bühler

#### 2002
- Abreast
- Layne
- Unitone
- Dolly
- Hush
- Aldebert
- Aster O.H. And the Withe-Glasses
- Magicrays
- Mad Violet
- Big Mama
- Dada Ante Portas
- M.X.D.
- Vincent Vallat
- Les Trapettistes

#### 2003
- Akamassa
- Voodoocake
- Los Bedjellou
- Fargo
- Morocco
- Touched By
- Sara Wheeler
- Liquido
- The Tarantinos
- Lovebugs
- The Pookies
- Fan’You Spell
- Hydromelonyme

#### 2004
- Miscellaneaous
- Superdog
- Myflake
- Luke
- La Jarry
- La Jam Session
- Mong
- Sesto Senso
- Eskobar
- The Ventilators
- Green Frog Feet
- Petite Musique
- Christophe Meyer

#### 2005
- G1
- Tracy Caine
- Manitu
- Jérémie Kisling
- Climax
- Les Dahus
- M.A.S.S
- Dr Snuggle
- Chair O Plane
- Les Caméléons
- William White
- BMP
- Jacky Lagger
- Les Berthes
- Makadam

#### 2006
- Kez-A
- Sébastien M
- Middlecage-
- D.I.V.A.S
- Gigi Moto
- Ange
- Big Mama
- Trio Celtic Band
- Achil Komodo
- Patatas Chipas Club
- Miguel M
- AqME
- Raoul Petite
- Exilia
- Les Tord Boyaux
- The Shoepolishers

#### 2007
- Alyss
- The Carnation
- Fucking Beautiful
- Akamassa
- Manu
- Uncommonmenfrommars
- Shaka Ponk
- Miscellaneous
- Woodface
- Trio Celtic Band
- Che Sudaka
- JP Robert
- La gym hommes sonceboz

#### 2008
- Sim's
- Aloan
- Monsieur Z
- Stictly Roots
- Izul
- Blankass
- Victoria Tibblin
- Skanerf
- Redwood
- Lutin bleu
- Enneri Blaka
- L'homme-hareng nu
- 5Avenues

#### 2009
- Pire
- Phil Herisson
- Vidimozz
- Razz'Rockette
- Mass Hysteria
- Les Ejectés
- Dining Dead
- Iris 2
- Philippe Jakko
- Rocola Bacalao
- Cherry Boop
- Camping sauvach